# Lucas Piazón
Gustavo Lucas Domingues Piazón (født 20. januar 1994 i Curitiba) er en brasiliansk fodboldspiller som spiller for engelske Fulham F.C. på lån fra Chelsea FC. 
Piazón underskrev en kontrakt med Chelsea i juli 2011, men spillede for São Paulo FC frem til januar 2012.
Pizón spillede i 2009-2010 for Brasiliens U15 landshold, hvor han scorede imponerende 10 mål i 7 kampe. I sæsonen 2011/12 optrådte han for landets U17 landshold, hvor han nåede at spille 15 kampe og scorede dog kun 9 mål. 